# USS LST-1106
O USS LST-1106 foi um navio de guerra norte-americano da classe LST que operou durante a Segunda Guerra Mundial.